# Else Jarlbak
Else Jarlbak (8. august 1911 i København – 15. februar 1963) var en dansk skuespillerinde.
Operetteskuespillerinde ved Det Ny Teater 1929-1937.
Fast engagement ved Cirkusrevyen i 1950'erne.
Biografinspektør ved Nygade-Teatret hos Bodil Ipsen fra 1959 og til sin død.
Begravet på Gentofte Kirkegård.

## Filmografi
- Lynet – 1934
- De bør forelske Dem – 1935
- En fuldendt gentleman – 1937
- Inkognito – 1937
- Pas på svinget i Solby – 1940
- Frøken Kirkemus – 1941
- Teatertosset – 1944
- Diskret ophold – 1946
- Familien Swedenhielm – 1947
- Hr. Petit – 1948
- Tre år efter – 1948
- Vi vil ha' et barn – 1949
- Det hændte i København – 1949
- De røde heste – 1950
- Din fortid er glemt – 1950
- I gabestokken – 1950
- Susanne – 1950
- Dorte – 1951
- Avismanden – 1952
- Husmandstøsen – 1952
- Kærlighedsdoktoren – 1952
- Rekrut 67 Petersen – 1952
- Det store løb – 1952
- Ta' Pelle med – 1952
- Far til fire – 1953
- Kriminalsagen Tove Andersen – 1953
- Min datter Nelly – 1955
- Tante Tut fra Paris – 1956
- Der var engang en gade – 1957
- Skibet er ladet med... – 1960
- Min kone fra Paris – 1961
- Sorte Shara – 1961